# Dentinogenesis imperfecta
Dentinogenesis imperfecta (ang. dentinogenesis imperfecta, DI) – grupa uwarunkowanych genetycznie zaburzeń rozwoju zębów. Zęby w dentinogenesis imperfecta są przebarwione (najczęściej niebieskoszare albo żółtobrązowe) i przezroczyste. Tkanka zębów jest też nieprawidłowo miękka, co czyni zęby podatnymi na uszkodzenia. Wyróżniono trzy główne typy choroby, z których postaci należące do typu I współistnieją z osteogenesis imperfecta.
| Typ     | OMIM | Gen           | Locus               |
| ------- | --- | ------------- | ------------------- |
| Typ I   | OSTEOGENESIS IMPERFECTA, TYPE IIA w bazie Online Mendelian Inheritance in Man (ang.) OSTEOGENESIS IMPERFECTA WITH OPALESCENT TEETH w bazie Online Mendelian Inheritance in Man (ang.) SPONDYLOMETAPHYSEAL DYSPLASIA WITH DENTINOGENESIS IMPERFECTA w bazie Online Mendelian Inheritance in Man (ang.) | COL1A1 COL1A2 | 17q21.31-q22 7q22.1 |
| Typ II  | DENTINOGENESIS IMPERFECTA 1; DGI1 w bazie Online Mendelian Inheritance in Man (ang.) | DSPP          | 4q21.3              |
| Typ III | DENTINOGENESIS IMPERFECTA, SHIELDS TYPE III w bazie Online Mendelian Inheritance in Man (ang.) | DSPP          | 4q21.3              |